# LAROM
LAROM je višecijevni raketni sustav razvijen u zajedničkom projektu rumunjske tvrtke Aerostara i Israel Military Industries (IMT). LAROM je nadograđen APRA-40, koji je nastao kao poboljšana verzija BM-21 Grad sustava. Ovaj raketni sustav je uveden u službu rumunjske vojske 2002. godine. Planira se da se svih 160 APRA-40 sustava nadogradi u LAROM standard. LAROM je baziran na rumunjskom DAC-25.360 6x6 kamionu. 
LAROM može ispaliti standardne 122 mm rakete i LAR 160 mm rakete. Vozilo ima dva lansirna kontejnera. Svaki kontejner sadrži 13 ili 20 raketa, ovisno o kalibru. Primarno naoružanje je LAR Mk.4, koji ima dvostruko veći domet od standardnih Grad raketa. Maksimalan domet 160 mm rakete je 45 km. Vozilo se puni uz pomoć dodatnog kamiona koji prevozi municiju. Operator može ispaliti rakete iz kabine kamiona ili do 50 m udaljen od vozila. LAROM može ispaliti samo jednu, po dvije ili sve rakete.